# Пятихатка (Сакский район)
Пятиха́тка (до 1948 года Апа́н; укр. П'ятихатка, крымскотат. Apan, Апан) — исчезнувший посёлок в Сакском районе Республики Крым (согласно административно-территориальному делению Украины — Автономной Республики Крым), располагавшийся на севере района, в степной части Крыма. Находился на старом проезжем тракте, сейчас автодорога 35К-015 Раздольное — Евпатория, примерно в 2,5 километрах южнее современного села Добрушино.

### Динамика численности населения
- 1806 год — 31 чел.[5]
- 1864 год — 7 чел.[6]
- 1900 год — 25 чел.[7]
- 1915 год — 158/98 чел.[8][9]
- 1926 год — 88 чел.[10]

## История
Первое документальное упоминание села встречается в Камеральном Описании Крыма… 1784 года, судя по которому, в последний период Крымского ханства Апан входил в Козловский кадылык Козловского каймаканства. После присоединения Крыма к России (8) 19 апреля 1783 года, (8) 19 февраля 1784 года, именным указом Екатерины II сенату, на территории бывшего Крымского Ханства была образована Таврическая область и деревня была приписана к Евпаторийскому уезду. После Павловских реформ, с 1796 по 1802 год, входила в Акмечетский уезд Новороссийской губернии. По новому административному делению, после создания 8 (20) октября 1802 года Таврической губернии, Апан был включён в состав Кудайгульской волости Евпаторийского уезда.
По Ведомости о волостях и селениях, в Евпаторийском уезде с показанием числа дворов и душ… от 19 апреля 1806 года в деревне
Апан числилось 3 двора и 31 крымский татарин. На военно-топографической карте генерал-майора Мухина 1817 года деревня Апон обозначена с 6 дворами. После реформы волостного деления 1829 года Апан, согласно «Ведомости о казённых волостях Таврической губернии 1829 года» остался в составе Кудайгульской волости. Затем, видимо, вследствие эмиграции крымских татар в Турцию, деревня опустела и на карте 1836 года обозначены уже развалины деревни Апап, как и на карте 1842 года.
В 1860-х годах, после земской реформы Александра II, Апан приписали к Чотайской волости. В «Списке населённых мест Таврической губернии по сведениям 1864 года», составленном по результатам VIII ревизии 1864 года, записана Апан-Сарча — владельческая деревня, с 1 двором и 7 жителями при колодцах, а на трехверстовой карте 1865—1876 года — уже экономия Апап без указания числа дворов.
Земская реформа 1890-х годов в Евпаторийском уезде прошла после 1892 года, в результате Апан-Сарчу приписали к Донузлавской волости.
По «…Памятной книжке Таврической губернии на 1900 год» в усадьбе Апан-Сарча числилось 25 жителей в 1 дворе. По Статистическому справочнику Таврической губернии. Ч.II-я. Статистический очерк, выпуск пятый Евпаторийский уезд, 1915 год, в Донузлавской волости Евпаторийского уезда числилось 2 села Апан-Сарча, оба Евт. Корн. Черлецкого, видимо, соответствующие Апану и Сарче на карте 1941 года. В двух сёлах в сумме было 22 двора с русским населением (1 двор с землёй, 21 — безземельные) в количестве 158 человек приписного населения и 98 — «постороннего», из которых 138 мужчин и 108 женщин. Во владении было 1702 десятин удобной земли. В хозяйстве имелось 160 лошадей, 97 волов, 44 коровы и 516 голов мелкого скота.
После установления в Крыму Советской власти, по постановлению Крымревкома от 8 января 1921 года № 206 «Об изменении административных границ» была упразднена волостная система и село вошло в состав Евпаторийского района Евпаторийского уезда, а в 1922 году уезды получили название округов. 11 октября 1923 года, согласно постановлению ВЦИК, в административное деление Крымской АССР были внесены изменения, в результате которых округа были отменены и произошло укрупнение районов — территорию округа включили в Евпаторийский район. Согласно Списку населённых пунктов Крымской АССР по Всесоюзной переписи 17 декабря 1926 года, в селе Апан, Отешского сельсовета Евпаторийского района, числилось 16 дворов, все крестьянские, население составляло 88 человек, все русские.
После освобождения Крыма от фашистов, 12 августа 1944 года было принято постановление № ГОКО-6372с «О переселении колхозников в районы Крыма» и в сентябре 1944 года в район приехали первые новосёлы (150 семей) из Киевской и Каменец-Подольской областей, а в начале 1950-х годов последовала вторая волна переселенцев из различных областей Украины. С 25 июня 1946 года Апан в составе Крымской области РСФСР. Указом Президиума Верховного Совета РСФСР от 18 мая 1948 года, Апань (Апан) переименовали в Пятихатку. 26 апреля 1954 года Крымская область была передана из состава РСФСР в состав УССР. Пятихатка ликвидирована до 1960 года, поскольку на эту дату селение в списках уже не значилось (согласно справочнику «Крымская область. Административно-территориальное деление на 1 января 1968 года» — с 1954 по 1968 годы, как посёлок Добрушинского сельсовета).